# Saint-Loubouer
Saint-Loubouer è un comune francese di 442 abitanti situato nel dipartimento delle Landes nella regione della Nuova Aquitania.

## Società

### Evoluzione demografica
Abitanti censiti